# 信達神社
信達神社（しんだちじんじゃ）は、大阪府泉南市信達金熊寺にある神社。旧社格は村社。隣接する金熊寺とともに大阪みどりの百選に選定されている。

## 祭神
- 主祭神 - 神倭磐毘古命、金山彦命、伊邪那美命

## 歴史
樽井の海岸に神武天皇の像が漂着し、それを里人が引き上げて樽井の地に祀ったのが起源とされる。
天武天皇10年（682年）に、役行者が夢のお告げによって土中より金銅仏を得、自らも木仏を彫り上げて堂を建立して像をそこに安置した。その際、役行者はその堂の北側にあった当社に金峯・熊野の両神を勧請し建立した堂の鎮守社とすると、その堂の名称を当社の祭神にちなんで金熊寺としたという。以降、当社は神仏習合もあって金熊寺大権現宮と呼ばれるようになった。
天正5年（1577年）に織田信長による雑賀攻めの兵火に遭って社殿は焼失したが、この地の豪族で当社の神主であった矢野和泉守家次の尽力により、正保4年（1647年）に本殿が再建されている。
1868年（明治元年）の神仏分離により当社は金熊寺から独立し、名称を信達神社と改め、後に村社に列せられている。

## 境内
- 本殿 - 正保4年（1647年）再建。
- 中門
- 拝殿（割拝殿）
- 社務所
- 五瀬命傷洗いの池 - 神武天皇東遷の際に長髄彦と戦って傷を負った天皇の兄・五瀬命がこの池で傷を洗ったと伝わる。

### 摂・末社
- 疫神社 - 祭神：久那戸之大神。畿内にある境界10ヶ所に祀られた疫神のうちで、和泉国と紀伊国の間に祀られたものであるという。
- 琴平神社 - 祭神：大国主命
- 市杵島神社 - 祭神：市杵島姫命

## 文化財

### 大阪府指定天然記念物
- 信達神社のナギ - 樹高は19.5m、幹周り2.5m、根の周り2.9m[5]。大阪府下最大のナギ。
- 信達神社のオガタマノキ - 樹高は約18m、幹周り約3m